# Cariblatta craticula
Cariblatta craticula es una especie de cucaracha del género Cariblatta, familia Ectobiidae.

## Distribución
Esta especie se encuentra en Puerto Rico.